# Interestatal 84 en Idaho
La Interestatal 84 (abreviada I-84) es una autopista interestatal ubicada en el estado de Idaho. La autopista inicia en el oeste desde la I 84  hacia el este en la I 84 . Atraviesa el estado desde el oeste en la línea estatal con Oregón conectándose con la Interestatal 184 en Boise. Luego el ramal de la I-84 se conecta con la Interestatal 86 y la I-84 continúa hacia el sureste en dirección a Utah y la I-86 continúa al este hacia Pocatello, conectándose con la Interestatal 15, hasta terminar en el este en la línea estatal con Utah. La autopista tiene una longitud de 443,6 km (275.65 mi).

## Mantenimiento
Al igual que las carreteras estatales, las carreteras federales, la Interestatal 84 es administrada y mantenida por el Departamento de Transporte de Idaho por sus siglas en inglés ITD.

## Cruces
La Interestatal 84 es atravesada principalmente por la I 184     en Boise
I 86     en Declo.